# 図們国境大橋

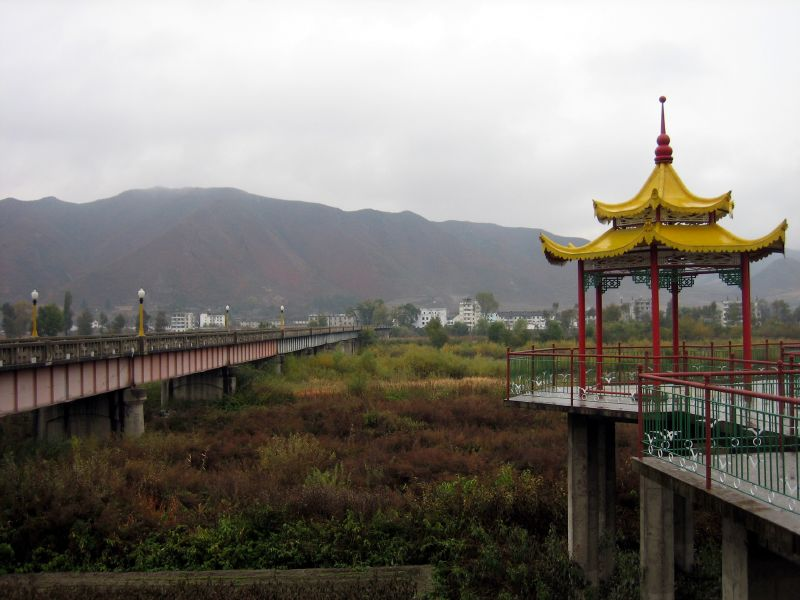
図們国境大橋（秋）。右の東屋は、橋の拡張の為に2016年に取り壊されている

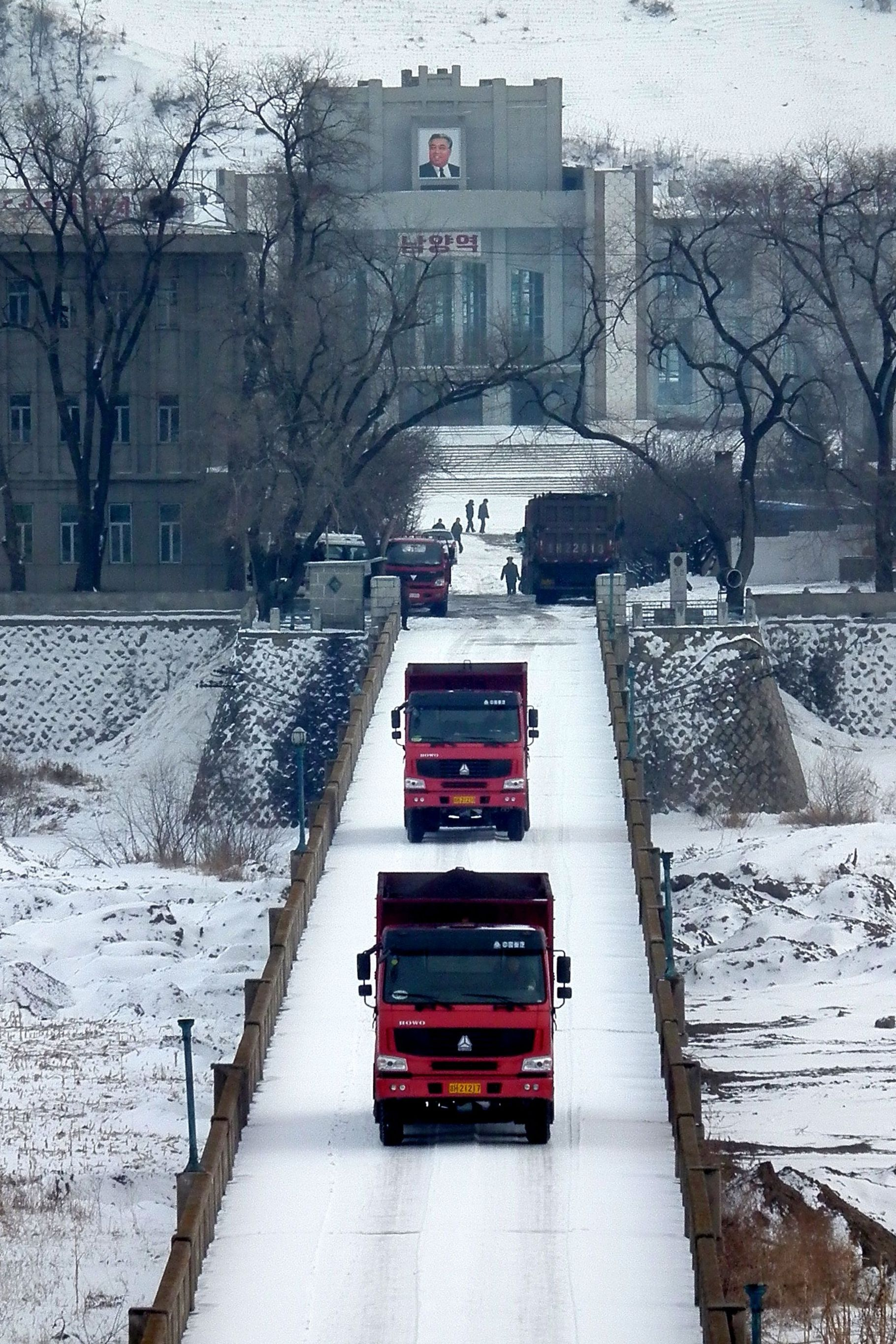
図們国境大橋と、北朝鮮から来るトラック。北朝鮮側には金日成の肖像画が掲げられている。

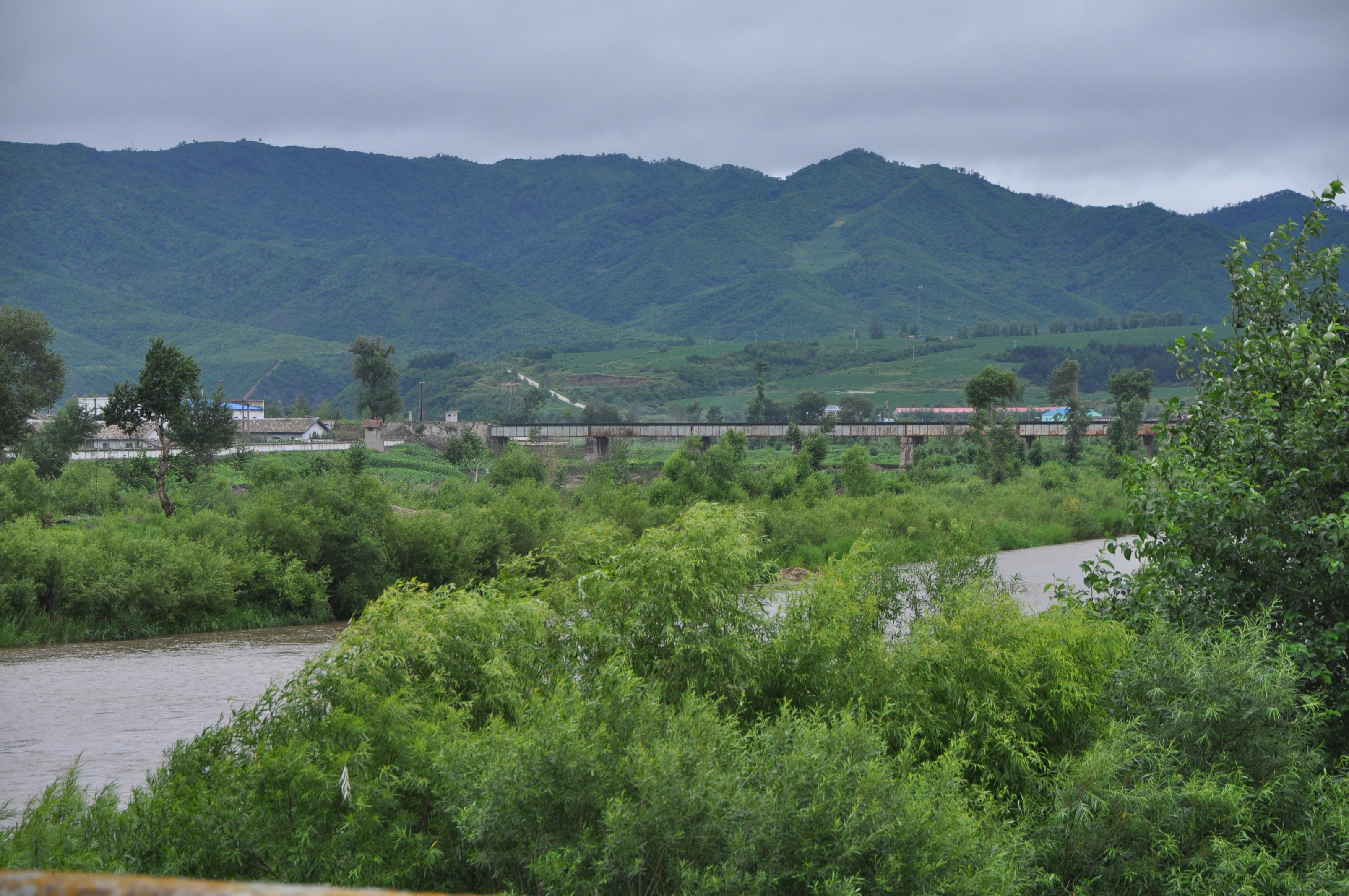
図們国境鉄道大橋がこの橋から200mくらい上流に見える（夏）

図們国境大橋（ともんこっきょうだいきょう、中国語: 图们国境大桥、朝鮮語: 도문국경대교）は、中朝国境となっている豆満江を跨いで中華人民共和国吉林省図們市と朝鮮民主主義人民共和国咸鏡北道穏城郡南陽を結ぶ橋である。1941年に建設され、全長515 m、高さ6 m、幅6 m。橋の入り口に図們口岸（国境検問所）がある。少し上流には図們国境鉄道大橋もあり、双方とも朝鮮戦争当時、中国人民志願軍が国境を越えた主要ルートのひとつであった。